# Josef Fischer
Pour les articles homonymes, voir Joschka Fischer, Fischer et Joseph Fischer (homonymie).
Josef Fischer, né le 20 janvier 1865 à Neukirchen beim Heiligen Blut et mort le 3 mars 1953 à Munich, est un ancien coureur cycliste allemand. 

## Biographie
Il est le vainqueur de la première édition de Paris-Roubaix en 1896 et reste le seul vainqueur allemand de l'épreuve jusqu'à la victoire de John Degenkolb en 2015, soit 119 ans plus tard. En 1903, il participe à la première édition du Tour de France, qu'il termine à la 15e place.
Il s'illustre également sur piste à partir de 1896, en devenant notamment champion d'Allemagne de demi-fond en 1898.

## Palmarès sur route
- 1892
  - 3e de Trieste-Graz-Wienne
  - 3e de Vienne-Trieste
- 1893
  - Bâle-Fribourg-Colmar-Bâle
  - Moscou-Saint Pétersbourg
  - Vienne-Berlin (de)
- 1894
  - Milan-Munich
- 1895
  - Vienne-Salzbourg
  - Trieste-Graz-Vienne
- 1896
  - Paris-Roubaix
- 1897
  - Quatre Jours de Hambourg
- 1899
  - Quatre Jours de Hambourg
  - 2e de Bordeaux-Paris
- 1900
  - Bordeaux-Paris
  - 2e de Paris-Roubaix

### Résultat sur le Tour de France
1 participation
- 1903 : 15e

## Palmarès sur piste

### Championnats nationaux
- Champion d'Allemagne de demi-fond en 1896 (2e en 1898)